# Jóhanna Sigurðardóttir
Jóhanna Sigurðardóttir [jouːhanːa 'sɪːɣʏrðartouʰtɪr], född 4 oktober 1942 i Reykjavík, är en isländsk socialdemokratisk politiker. Hon var Islands statsminister mellan 1 februari 2009 och 23 maj 2013, Islands första kvinnliga statsminister och världens första öppet homosexuella regeringschef. Hon är alltingsledamot sedan 1978 och har tidigare varit socialminister 1987–1994 och 2007–2009. Ekonomiskt har hon fört en relativt konservativ politik med åtstramningar som tidvis prisats för att ha lett Island genom krisen utan massiva budgetunderskott. Socialt har hon profilerat sig som något av en radikalfeminist. Hennes regering har förbjudit prostitution och striptease och i februari 2012 framlades ett förslag om en nationell isländsk brandvägg för att förhindra åtkomst till pornografi på Internet.
Tidigare har Jóhanna Sigurdardóttir suttit i Alltinget för Alþýðuflokkurinn, Folkrörelsen och Samlingsfronten. Dessförinnan arbetade hon som kontorist och som flygvärdinna på bolaget Loftleiðir.
I september 2012 meddelade hon att hon inte tänkte ställa upp för omval i Alltingsvalet 2013 och den 2 februari 2013 efterträddes hon av Árni Páll Árnason som partiledare för Samlingsfronten.

## Biografi
Jóhanna Sigurðardóttir föddes i Reykjavik och studerade vid Islands handelshögskola (Verzlunarskóli Íslands), ett yrkesgymnasium som drivs av handelskammaren. Efter att hon tagit examen 1960 arbetade hon som flygvärdinna på bolaget Loftleiðir och på kontor. Hon var aktiv i fackföreningsrörelsen från tidigt i sitt yrkesliv, och var styrelseordförande för isländska kabinpersonalförbundet 1966 och 1969 för Svölurnar, Förbundet för tidigare flygvärdinnor, 1975. Hon var också ledamot av styrelsen för Handelsarbetarnas förbund från 1976 till 1983.
Hon valdes till alltinget 1978 för Alþýðuflokkurinn i Reykjaviks valkrets. 
Hon nådde tidigt framgång i sin alltingskarriär och var vice talman i Alltinget 1979 och 1983–84. Hon valdes till vice-ordförande för Alþýðuflokkurinn 1984 och behöll posten till 1993. Hon var också socialminister i fyra olika regeringar från 1987 till 1994. År 1994 kandiderade hon till posten som partiordförande och förlorade. Hon lämnade då Alþýðuflokkurinn och bildade det nya partiet Þjóðvaki. De två partierna återförenades 2000 och bildade det nuvarande Enhetsfronten (Samfylkingin). När hon förlorat valet till partiordförande 1994 uttalade hon "Minn tími mun koma!" ("Min tid ska komma!"), som har blivit ett bevingat uttryck på isländska.
Från 1994 till 2003, var Jóhanna aktiv medlem av oppositionen i Alltinget och satt i olika utskott. Efter alltingsvalet 2003, då hon kandiderade i den nya valkretsen Reykjavik södra (efter att den gamla valkretsen Reykjavik delats), valdes hon på nytt till vice talman i Alltinget. Efter valet 2007, då hon kandiderade i valkretsen Reykjavik norra, bildade Enhetsfronten en koalitionsregering med Självständighetspartiet och Jóhanna utsågs till socialminister.
Jóhanna Sigurðardóttir var tidigare gift med Þorvaldur Steinar Jóhannesson och paret har två vuxna barn. År 2002 ingick hon registrerat partnerskap med Jónína Leósdóttir. De gifte sig 2010.

## Den politiska krisen 2009
Den 26 januari 2009 lämnade Islands statsminister Geir Hilmar Haarde in koalitionsregeringens avskedsansökan till presidenten  Ólafur Ragnar Grímsson. Regeringens avgång följde på sexton veckors protester mot hur regeringen hanterat finanskrisen 2007–2008, vilka hade intensifierats från 20 januari.
Efter samtal med ledarna för de fem partier som är företrädda i Alltinget bad presidenten Enhetsfronten och Vänsterpartiet – de gröna att bilda en ny regering och förbereda för nyval på våren.
Jóhanna Sigurðardóttir föreslogs som statsminister för den nya regeringen, inte minst på grund av hennes popularitet bland allmänheten och hennes goda relationer med Vänsterpartiet – de gröna. Enligt en opinionsundersökning av Gallup i december 2008 hade hon 73 % stöd för sin verksamhet som minister, mer än någon annan regeringsledamot. Hon var också den enda ministern som fått ökat stöd under 2008.
Den nya regeringen kommer att behöva stöd från Framstegspartiet i Alltinget. Förhandlingarna pågick fram till kvällen den 31 januari, och den nya regeringen tillsattes 1 februari. Vid nyvalet till Alltinget den 25 april satt hennes koalitionsregering kvar.